# Palatalni aproksimant
Palatalni aproksimant suglasnik je koji postoji u većini jezika, a u međunarodnoj fonetskoj abecedi za njega se koristi simbolom [j].
U američkoj se literaturi često označava i simbolom y.
Glas postoji u standardnom hrvatskom i svim narječjima; pravopis hrvatskog jezika također se koristi simbolom j, (vidjeti slovo j).
U pravopisima većine zemalja Srednje Europe koristi se znakom j, ali u, primjerice nekim jezicima Zapadne Europe i turskom, upotrebljava se simbol y.
Karakteristike su:
- po načinu tvorbe jest aproksimant
- po mjestu tvorbe jest palatalni suglasnik
- po zvučnosti jest zvučan.

Glas se nalazi u 83,8 % svih jezika zabilježenih u bazi podataka UPSID i treći je po učestalosti iza glasova [m] i [k].

## Vanjske poveznice
- UCLA Phonological Segment Inventory Database (UPSID)(eng.)